# ブルームバーグ公衆衛生大学院
ブルームバーグ公衆衛生大学院（Bloomberg School of Public Health）は、ジョンズ・ホプキンズ大学の公衆衛生大学院。1916年設立。

## 沿革

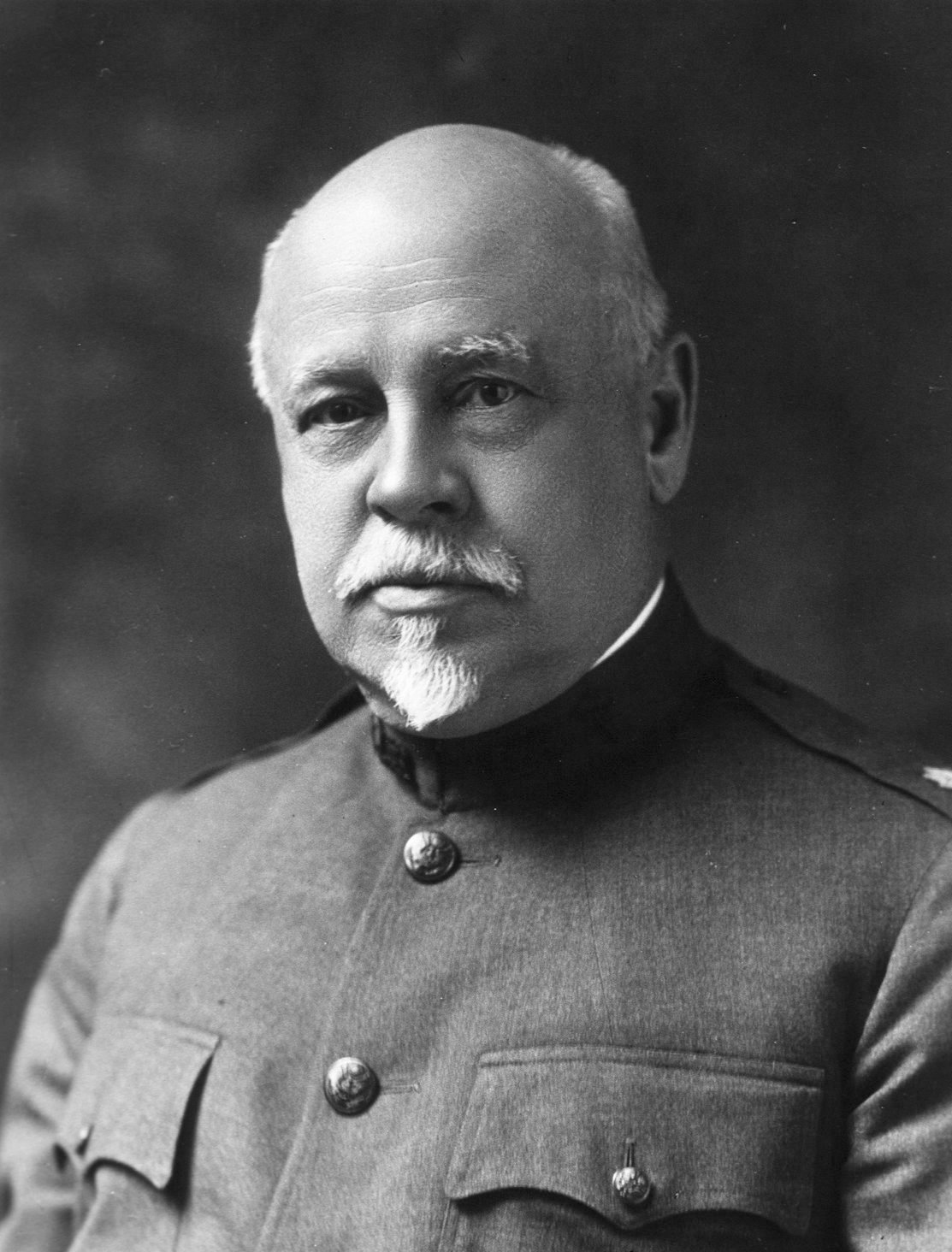
設立者のウィリアム・H・ウェルチ

ロックフェラー財団から援助を受け、ウィリアム・H・ウェルチによって設立された。
2001年、マイケル・ブルームバーグの寄付とジョンズ・ホプキンス大学への貢献を記念してブルームバーグ公衆衛生大学院（Bloomberg School of Public Health）と命名された。

## 学位・専攻
修士・博士学位の授与、博士研究員の受け入れを行う。
以下の10の専攻（Department）を置く。
- 生化学・分子生物学（Biochemistry and Molecular Biology）
- 生物統計学（Biostatistics）
- 環境衛生・環境工学（Environmental Health and Engineering）
- 疫学（Epidemiology）
- 衛生・行動・社会（Health, Behavior and Society）
- 衛生政策・マネジメント（Health Policy and Management）
- 国際衛生（International Health）
- 精神衛生（Mental Health）
- 分子微生物学・免疫学（Molecular Microbiology and Immunology）
- 人口・家族・生殖衛生（Population, Family and Reproductive Health）